# جيف هيل (كاتب رحلات)
جيف هيل (بالإنجليزية: Geoff Hill)‏ هو كاتب رحلات بريطاني، ولد في 21 مايو 1956.